# Ennio Morricone
Ennio Morricone (10. listopadu 1928, Řím – 6. července 2020 Řím) byl italský hudební skladatel. Filmovou hudbu složil k více než 500 filmům a televizním seriálům. Nejznámějšími se staly některé z melodií pro přibližně 30 westernů.
Velmi úsporný styl komponování byl obzvláště zřetelný u spaghetti-westernů jako Hodný, zlý a ošklivý (1966) a Tenkrát na Západě (1968), kde použil i neobvyklých zvuků (vrzání vodního čerpadla) v souladu s teorií, že každý přirozeně vytvořený zvuk je hudba. Zkomponoval také melodie k filmům Mise (1986), Neúplatní (1987) a Bio Ráj (1988).

## Životopis
Morricone se narodil v Římě. Jeho otcem byl Mario Morricone Mortale (1903–1974) a matkou Libera Ridolfa, rozená Mancine (1905–1994). Studoval na konzervatoři Accademia Nazionale di Santa Cecilia hru na trubku a skladbu u Goffreda Petrassiho, sborovou hudbu a sbormistrovství.
V roce 1956 se oženil s Mariou Traviovou (1932–2020). Narodily se jim čtyři děti (Marco, Giovanni, Alessandra a Andrea). Hudbu pro filmy začal psát v roce 1962, ale ze začátku to dělal pouze v klasickém formátu a pojetí. Teprve v roce 1964 začal svou slavnou spolupráci s režiséry Sergiem Leonem a Bernardem Bertoluccim. Pro Leoneho napsal hudbu k filmu Pro hrst dolarů (orig. it. Per un pugno di dollari, 1964) a pokračoval řadou dalších kompozic pro větší množství spaghetti westernů. V roce 1968 začal omezovat svou skladatelskou činnost jen na hudbu k filmům, v tomtéž roce složil hudbu k 20 filmům.
Jeho spolupráce se Sergiem Leonem je považována za nejzdařilejší spolupráci mezi skladatelem filmové hudby a režisérem. Morricone napsal hudbu ke všem filmům, na nichž se Leone podílel jako režisér či producent, počínaje Pro hrst dolarů až po poslední Leoneho dílo Tenkrát v Americe.
Morriconeho hudba k filmu Hodný, zlý a ošklivý (orig. it. Il buono, il brutto, il cattivo, 1966, režie Sergio Leone) je patrně jeho nejslavnějším dílem a spolu s předehrou k Vilému Tellovi jsou jedněmi z nejrozpoznatelnějších melodií vůbec spojených s filmovým žánrem westernu. Dalšími velice známými melodiemi jsou hlavní téma a „Harmonika“ z filmu Tenkrát na Západě (Once Upon a Time in the West, 1968, režie Sergio Leone) a dále Chi Mai – ústřední téma z francouzského filmu Profesionál.

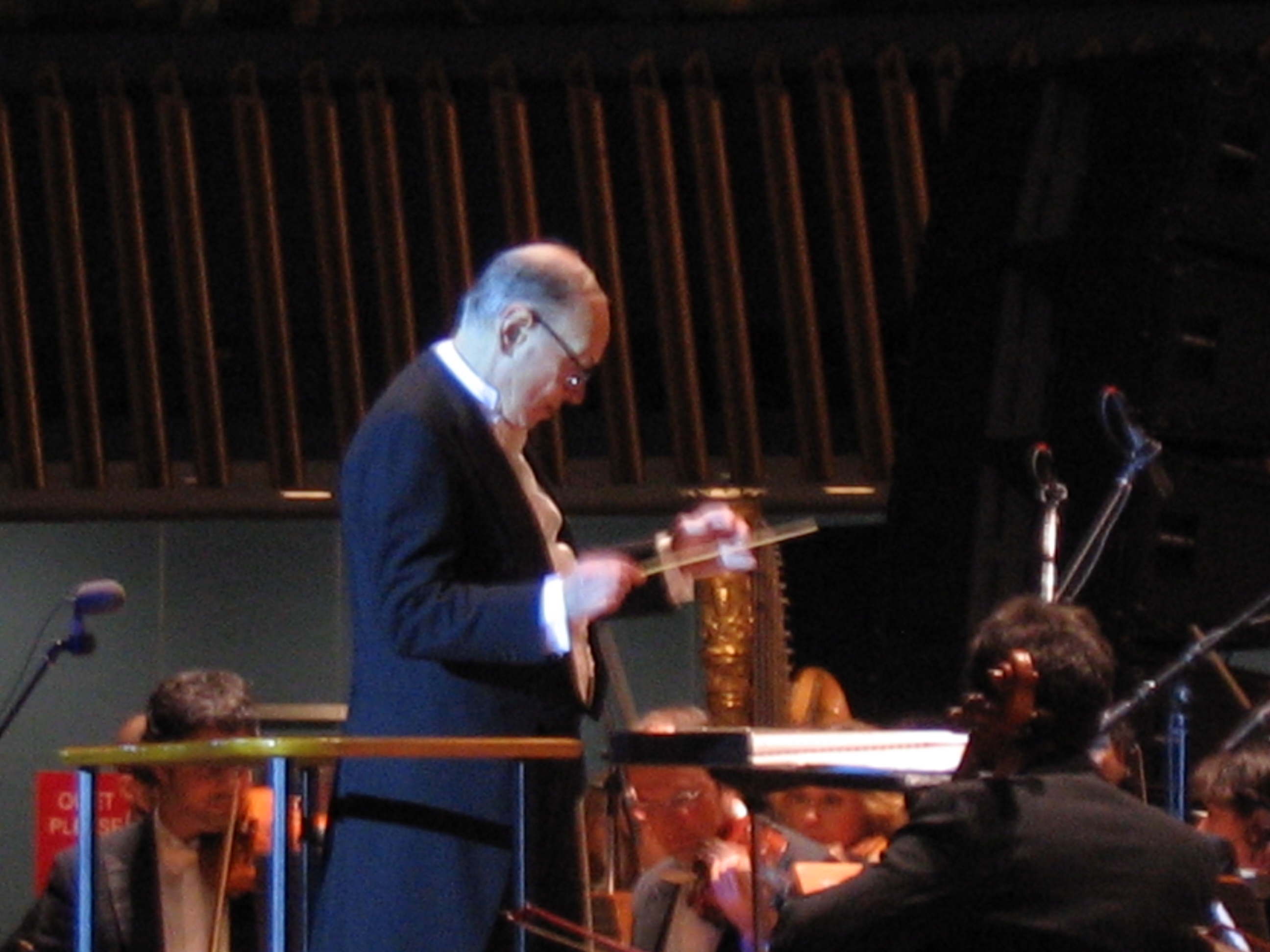
Ennio Morricone během dirigování orchestru

Přestože Morriconeho spolupráce s Leonem je asi nejznámější, Morricone sám asi nejlépe hodnotí spolupráci s režiséry jako Giuliano Montaldo a Gillo Pontecorvo. Morricone rovněž často spolupracoval s přítelem z dětství Alessandrem Alessandronim, který vystupoval ve filmové hudbě pro Leoneho filmy jako „hvízdač“, protože motivy, kde se v hudbě objevuje pískání, jsou v těchto filmech velmi časté.
Svou první cenu Nastro d'Argento dostal Morricone v roce 1965 za hudbu k filmu Pro hrst dolarů (Per un pugno di dollari) (1964, režie Sergio Leone), následovala cena z roku 1970 za hudbu k filmu Metti, una Sera a Cena (1969, režie Giuseppe Patroni Griffi), a o rok později za hudbu k filmu Sacco a Vanzetti (1971, režie Giuliano Montaldo). Morriconeho první nominace na Oscara byla v roce 1979 za hudbu k Days of Heaven ([197, režie Terrence Malick) a další následovaly v roce 1986 za Misi, v roce 1987 za Neúplatní (The Untouchables, 1987, režie Brian De Palma), v roce 1991 za Bugsy (1991, režie Barry Levinson) a v roce 2001 za hudbu k filmu Málèna (2000, režie Giuseppe Tornatore).
Hudbu složil k 24 dílům televizního seriálu Mafia, dále pak seriálu Chobotnice, Marco Polo a dalších. Zkomponoval také hudbu pro film Bio Ráj (Nuovo Cinema Paradiso, 1988, režie Giuseppe Tornatore).
Morriconeho hudba byla nahrána řadou umělců k velkému množství příležitosti: Hugo Montenegro měl hit se svou verzí melodie z Hodný, zlý a ošklivý, a to jak ve Velké Británii tak i v USA, a poté v roce 1968 nahrál celé album Morriconeho melodií. John Zorn nahrál desku s Morriconeho hudbou, stejně jako The Big Gundown v polovině osmdesátých let. Spolupracoval i se světovými umělci, jako portugalskou zpěvačkou Dulce Pontes (v roce 2003) a cellistou Yo-Yo Ma (v 2004) – oba nahráli desky Morriconeho hudby s Římským symfonickým orchestrem, kde Morricone sám hudbu dirigoval. Metallica použila na svých vystoupeních jeho Ecstasy of Gold jako úvodní skladbu, Ramones používali melodii z Hodný, zlý a ošklivý coby předehru svých vystoupení.
V roce 2003 napsal Morricone japonské drama Taiga drama o Mijamotu Musašim, legendárním japonském samurajovi.
Morricone absolvoval v roce 2005 světové turné s Římským symfonickým orchestrem a navštívil s ním nejen New York a Tokio, ale i Bratislavu.
V roce 2006 tento mistr filmové hudby plánoval vystoupit jako host na albu zpěváka Morrisseyho nazvaném Ringleader of the Tormentors, kam napsal smyčcovou sekci pro skladbu Dear God, Please Help Me, která byla nahrána v římských Forum Music Village Studios.
V roce 2011 vystoupil Ennio Morricone na dvou koncertech poprvé i v Praze. Naposledy v Praze vystoupil v lednu 2019, kdy zde koncertem ve vyprodané O2 aréně oslavil své 90. narozeniny. Velmi rád spolupracoval s Českým národním symfonických orchestrem a právě tento český orchestr mu nahrával hudbu k filmu Quentina Tarantina Osm hrozných, za nějž Morricone dostal roku 2016 svého vůbec prvního Oscara za filmovou hudbu. Paradoxně, Oscara za celoživotní dílo dostal již osm let předtím.
Ennio Morricone též vystoupil jako host na festivalu Prague Proms, kde 15. července 2018 uvedl v Obecním domě s Českým národním symfonickým orchestrem a Kühnovým smíšeným sborem svoji absolutní hudbu.

## Ceny a ocenění
- 1969 – Premio Spoleto Cinema
- 1970 – Nastro d'Argento za Metti, una sera a cena
- 1971 – Nastro d'Argento za Sacco e Vanzetti"
- 1972 – Cork Film International za La califfa
- 1981 – Premio della critica discografica za Il prato
- 1985 – Nastro d'Argento a BAFTA za Tenkrát v Americe
- 1986 – Zlatý glóbus za Misi
- 1988 – Nastro d'Argento (Stříbrná stuha), BAFTA a Cena Grammy za Neúplatní
- 1988 – Donatellův David za Gli occhiali d'oro
- 1989 – Donatellův David za Bio Ráj (Nuovo Cinema Paradiso)
- 1989 – Nint Annual Ace Winner za Il giorno prima
- 1989 – Pardo d'Onore (MFF Locarno)
- 1990 – BAFTA, Prix Fondation Sacem del XLIII na Filmovém festivalu v Cannes a Donatellův David za Bio Ráj (Nuovo Cinema Paradiso)
- 1991 – Donatellův David za Stanno tutti bene
- 1992 – Grolla d'oro alla carriera (Saint Vincent)
- 1993 – Donatellův David a Efebo d'Argento za Jonas che visse nella balena
- 1994 – ASCAP Golden Soundtrack award (Los Angeles)
- 1995 – Zlatý lev za celoživotní dílo (Leone d'oro alla carriera) (Benátský filmový festival)
- 2000 – Zlatý glóbus za film Legenda o "1900" (The Legend of 1900) (1998)
- 2000 – Donatellův David za Canone inverso
- 2004 – Zlatý orel (Золотой Орёл) za 72 metra  (72 метра)
- 2006 – Grand Officer award od italského prezidenta Carla Azeglia Ciampiho
- 2007 – Oscar za celoživotní dílo
- 2016 – Oscar za hudbu k filmu Osm hrozných
- 2020 – Cena kněžny asturské

## Seznam filmové hudby
Rok, české nebo originální jméno, v závorce jméno režiséra
1961
- Il federale, (Luciano Salce)

1962
- La cuccagna (Luciano Salce)
- Diciottenni al sole (Camillo Mastrocinque)
- La voglia matta (Luciano Salce)
- I motorizzati (Camillo Mastrocinque)

1963
- Le monachine (Luciano Salce)
- Il successo (Mauro Morassi, Dino Risi)
- I basilischi (Lina Wertmüller)
- Duello nel Texas (Ricardo Blasco)
- I marziani hanno 12 mani (Castellano e Pipolo)

1964
- …e la donna creò l'uomo (Camillo Mastrocinque)
- I maniaci (Lucio Fulci)
- I due evasi da Sing Sing (Lucio Fulci)
- Pro hrst dolarů, známý i jako Pro pár dolarů (Per un pugno di dollari) (Sergio Leone)
- Le Pistole non discutono (Mario Caiano)
- I Malamondo (Paolo Cavara)

1965
- Thrilling (Carlo Lizzani, Gianni Luigi Polidori, Ettore Scola)
- Slalom (Luciano Salce)
- Menage all'italiana (Franco Indovina)
- Una pistola per Ringo (Duccio Tessari)
- Gli amamti d'oltretomba (Mario Caiano)
- Altissima pressione (Enzo Trapani) – spolu s Luisem Enriquezem Bacalovem
- I pugli in tasca (Marco Bellocchio)
- Idoli controluce (Enzo Battaglia)
- Il ritorno di Ringo (Duccio Tessari)
- Pro pár dolarů navíc (Per qualche dollaro in più) (Sergio Leone)
- Sette pistole per i Mac Gregor (Franco Giraldi)

1966
- Bitva o Alžír (La battaglia di Algeri) (Gillo Pontecorvo) spolu s režisérem
- Probuď se a zabíjej (Svegliati e uccidi) (Carlo Lizzani)
- Per Firenze (Franco Zeffirelli) – dokument
- Navajo Joe (Sergio Corbucci)
- Matchless (Alberto Lattuada)
- Un fiume di dollari (Carlo Lizzani) – uveden pod jménem Leo Nichols
- Agent 505 – Todesfalle Beirut (Manfred R. Köhler)
- Dravci a vrabci (Uccellacci e uccellini) (Pier Paolo Pasolini)
- El Greco (Luciano Salce)
- Un uomo a metà (Vittorio de Seta)
- Come imparai ad amare le donne (Luciano Salce)
- La resa dei conti (Sergio Sollima)
- Hodný, zlý a ošklivý (Il buono, il brutto, il cattivo) (Sergio Leone)
- Sette donne per i McGregor (Franco Giraldi)
- Per pochi dollari ancora (Giorgio Ferroni)

1967
- Il giardino delle delizie (Silvano Agosti)
- Dalle Ardenne all'inferno (Alberto de Martino)
- Dobrodruh (L'Avventuriero) (Terence Young)
- Pedro Páramo (Carlos Velo)
- La terra vista dalla luna (Pier Paolo Pasolini) – epizoda z filmu Le Streghe
- I crudeli (Sergio Corbucci)
- La Cina è vicina (Marco Bellocchio)
- Ad ogni costo (Giuliano Montaldo)
- L'harem (Marco Ferreri)
- La ragazza e il generale (Pasquale Festa Campanile)
- Faccia a faccia (Sergio Sollima)
- Arabella (Mauro Bolognini)
- Diabolik (Mario Bava)

1968
- Scusi, facciamo l'amore? (Vittorio Caprioli)
- Tepepa (Giulio Petroni)
- Il mercenario (Sergio Corbucci)
- Eat-it (mangiala) (Francesco Casaretti)
- L'Italia vista dal cielo (Folco Quilici) – dokumentární
- Grazie Zia (Salvatore Samperi)
- …e per tetto un cielo di stelle (Giulio Petroni)
- Ecce Homo (Bruno Gaburro)
- Corri, uomo, corri (Sergio Sollima)
- Escalation (Roberto Faenza)
- Da uomo a uomo (Giulio Petroni)
- La bataille de San Sebastian (Henry Verneuil)
- Comandamenti per un Gangster (Alfio Catabiano)
- Teorema (Pier Paolo Pasolini)
- Partner (Bernardo Bertolucci)
- Banditi a Roma (Alberto de Martino) - složeno spolu s Riz Ortolanim
- Gli intoccabili (Giuliano Montaldo)
- Tenkrát na Západě (C'era una volta il West) (Sergio Leone)
- Fräulein Doktor (Alberto Lattuada)
- Velké ticho (Velký klid; Il grande silenzio) (Sergio Corbucci)
- L'alibi (Adolfo Celi, Luciano Lucignani, Vittorio Gassman)
- Galileo (Liliana Cavani)
- La monaca di Monza (Eriprando Visconti)
- Ruba al prossimo tuo (Francesco Maselli)
- Un tranquillo posto di campagna (Elio Petri)
- H2S (Roberto Faenza)

1969
- Cuore di mamma, Salvatore Samperi
- Gott Uns, Giuliano Montaldo
- I cannibali, Liliana Cavani
- La donna invisibile, Paolo Spinola
- L'assoluto naturale, Mauro Bolognini
- La stagione dei sensi, Massimo Franciosa
- Le clan des siciliens, Henri Verneuil
- Metti, una sera a cena, Giuseppe Patroni Griffi
- Ostrov v ohni (Queimada), Gillo Pontecorvo
- Sai cosa faceva Stalin alle donne?, Maurizio Liverani
- Senza sapere niente di lei, Luigi Comencini
- Tepepa, Giulio Petroni
- Una breve stagione, Renato Castellani
- Un bellissimo novembre, Mauro Bolognini
- Un esercito di cinque uomini, (Italo Zingarelli, Don Taylor)
- Vergogna, schifosi, Mauro Severino

1970
- Città violenta, Sergio Sollima
- Giochi particolari, Franco Indovina
- Hornet's Nest, Phil Karlson (americká verze); Franco Girino (italská verze)
- Červený stan (Красная палатка/Krasnaja palatka), Michail Kalatozov - autorem hudby ruské verze Aleksandr Zacepin
- Podivné vyšetřování (Indagine su un cittadino al di sopra di ogni sospetto), Elio Petri
- La califfa, Alberto Bevilacqua
- La moglie più bella, Damiano Damiani
- L'uccello dalle piume di cristallo, Dario Argento
- Lui per lei, Claudio Rispoli – film nešel do distribuce
- Metello, Mauro Bolognini
- Quando le donne avevano la coda, Pasquale Festa Campanile
- Sacco e Vanzetti, Giuliano Montaldo
- Dva mezci pro slečnu Sáru (Two Mules for Sister Sara), Don Siegel
- Uccidete il vitello grasso e arrostitelo, Salvatore Samperi
- Vamos a matar compañeros, Sergio Corbucci

1971
- Addio fratello crudele, Giuseppe Patroni Griffi
- Correva l'annodi grazia 1870, Alfredo Giannetti
- Forza G, Duccio Tessari
- Hlavu dolů / Kapsy plné dynamitu (Giù la testa), Sergio Leone
- Gli occhi freddi della paura, Enzo G. Castellari
- Dekameron (Il Decamerone), Pier Paolo Pasolini
- Il gatto a nove code, Dario Argento
- Incontro, Piero Schivazappa
- La classe operaia va in paradiso, Elio Petri
- Le casse, Henri Verneuil
- La corta notte delle bambole di vetro, Aldo Lado
- Le foto proibite di una signora perbene, Lucio Ercoli
- L'istruttoria è chiusa: dimentichi, Damiano Damiani
- Maddalena, Jerzy Kawalerovicz
- Oceano, Folco Quilici
- Quattro mosche di velluto grigio, Dario Argento
- Bez motivu (Sans mobile apparent), Philippe Labro
- Tre nel mille, Franco Indovina
- Una lucertola con la pelle di donna, Lucio Fulci
- Veruschka, Franco Rubartelli

1972
- Anche se volessi lavorare, che faccio?, Flavio Mogherini
- Bluebeard, Edward Dmytrick
- Che c'entriamo noi con la rivoluzione?, Sergio Corbucci
- Chi l'ha vista morire?, Aldo Lado
- Cosa avete fatto a Solange?, Massimo Dallamano
- D'amore si muore, Carlo Carunchio
- Fiorina la vacca, Vittorio De Sisti
- Giornata nera per l'ariete, Luigi Bazzoni
- I figli chiedono perché, Nino Zanchin
- Il diavolo nel cervello, Sergio Sollima
- Mistr a Markétka (Il Maestro e Margherita), Aleksandar Petrović
- Imputazione di omicidio per uno studente, Mauro Bolognini
- Canterburské povídky (I racconti di Canterbury), Pier Paolo Pasolini
- La banda J.S.: Cronaca criminale del Far West (Sergio Corbucci)
- La tarantola dal ventre nero, Paolo Cavara
- L'attentat, Yves Boisset
- La vita a volte è molto dura, vero Provvidenza?, Giulio Petroni
- L'ultimo uomo di Sara, Maria Virginia Onorato
- Mio caro assassino, Tonino Valeri
- Quando le donne persero la coda, Pasquale Festa Campanile
- Questa specie d'amore, Alberto Bevilacqua
- Violenza: quinto potere, Florestano Vancini

1973
- La proprietà non è più un furto, Elio Petri
- Ci risiamo, vero Provvidenza?,* Alberto De Martino
- Crescete e moltiplicatevi, Giulio Petroni
- Giordano Bruno, Giuliano Montaldo
- Mé jméno je Nikdo (Il mio nome è Nessuno), Tonino Valeri
- La cosa buffa, Aldo Lado
- Le serpent, Henri Verneuil
- Libera amore mio, Mauro Bolognini
- Quando l'amore è sensualità, Vittorio De Sisti
- Quando la preda è l'uomo / Spogliati protesta uccidi, Vittorio De Sisti
- Rappresaglia, George Pan Cosmatos
- Revolver, Sergio Sollima
- Sepolta viva, Aldo Lado
- Un uomo da rispettare, Michele Lupo

1974
- Allonsanfàn, Paolo e Vittorio Taviani
- Fatti di gente perbene, Mauro Bolognini
- Kytice z tisíce a jedné noci (Il fiore delle Mille e una notte), Pier Paolo Pasolini
- Il giro del mondo degli innamorati di Peynet,* Cesare Perfetto
- Il sorriso del grande tentatore, Damiano Damiani
- La cugina, Aldo Lado
- La faille, Peter Fleischmann
- Le secret, Robert Enrico
- Le trio infernal, Francis Girod
- Macchie solari, Armando Crispino
- Milano odia: la polizia non può sparare, Umberto Lenzi
- Poslední dny Mussoliniho (Mussolini, ultimo atto), Carlo Lizzani
- Sesso in confessionale, Vittorio De Sisti
- Space 1999, Lee H. Katzin
- Spasmo, Umberto Lenzi

1975
- Attenti al buffone, Alberto Bevilacqua
- Divina creatura,* Giuseppe Patroni Grifi
- Gente di rispetto, Luigi Zampa
- Labbra di lurido blu, Giulio Petroni
- La donna della domenica, Luigi Comencini
- L'anticristo,* Alberto De Martino
- Leonor, Juan Buñuel
- L'ultimo treno della notte, Aldo Lado
- Strach nad městem (Peur sur la ville), Henri Verneuil
- Saló aneb 120 dní Sodomy (Salò o le 120 giornate di Sodoma, (Pier Paolo Pasolini)
- Storie di vita e malavita, Carlo Lizzani
- The Human Factor, Edward Dmytrick
- Todo modo, Elio Petri
- Un genio, due compari, un pollo, Damiano Damiani

1976
- Soudce a jeho kat (Der Richter und sein Henker), Maximilian Schell
- Il deserto dei tartari, Valerio Zurlini
- L'Agnese va a morire, Giuliano Montaldo
- Dědictví Ferramontiů (L'eredità Ferramonti), Mauro Bolognini
- Le ricain, Jean Marie Pallardy – spolupráce je sporná
- XX. století (Novecento), Bernardo Bertolucci
- Per amore, Mino Giarda
- Per le antiche scale, Mauro Bolognini
- René la Canne, Francis Girod
- San Babilo – 20 hodin (San Babila ore 20 un delitto inutile), Carlo Lizzani
- Una vita venduta, Aldo Florio

1977
- Autostop rosso sangue, Pasquale Festa Campanile
- Forza Italia, Roberto Faenza
- Il gatto, Luigi Comencini
- Il mostro, Luigi Zampa
- Il prefetto di ferro, Pasquale Squitieri
- Orka zabiják (Orca), Michael Joseph Anderson
- Stato interessante, Sergio Nasca
- Vymítač ďábla 2: Kacíř (Exorcist II: The Heretic), John Boorman

1978
- Corleone, Pasquale Squitieri
- Così come sei, Alberto Lattuada
- Nebeské dny (Days of Heaven), Terrence Malick
- Dove vai in vacanza?, Episodio Sarò tutta per te, Mauro Bolognini
- Ege kai ni sasagu (Dedicato al mare Egeo), Masuo Ikeda
- Holocaust 2000, Alberto De Martino
- Klec bláznů, Edouard Molinaro
- Le mani sporche, Elio Petri
- L'immoralità, Massimo Pirri
- Viaggio con Anita, Mario Monicelli
- 122 rue de Provence, Christian Gion

1979
- Příbuzní (Bloodline), Terence Young
- Dedicato al mare Igeo
- I jako Ikaros (I… comme Icare), Henri Verneuil
- Il giocattolo, Giuliano Montaldo
- Luna (La luna), Bernardo Bertolucci
- Le buone notizie, Elio Petri
- L'umanoide, Aldo Lado
- Il prato, Paolo a Vittorio Taviani
- Ogro, Gillo Pontecorvo

1980
- Il bandito dagli occhi azzurri, Alfredo Giannetti
- Il ladrone, Pasquale Festa Campanile
- La cage aux folles II, Edouard Molinaro
- Professione figlio / Bugie bianche, Stefano Rolla
- Si salvi chi vuole, Roberto Faenza
- Stark system, Armenia Balducci
- The Island, Michael Ritchie
- Un sacco bello, Carlo Verdone
- Uomini e no, Valentino Orsini
- Windows, Gordon Willis

1981
- Bianco rosso e verdone, Carlo Verdone
- Butterfly, Matt Cimber
- La banquiere, Francis Girod
- La disubbidienza, Aldo Lado
- La tragedia di un uomo ridicolo, Bernardo Bertolucci
- Dáma s kaméliemi (La vera storia della signora dalle camelie), Mauro Bolognini
- Profesionál (Le professionnel), Georges Lautner
- Occhio alla penna, Michele Lupo
- So Fine, Andrew Bergman
- Bílý pes (White Dog), Samuel Fuller

1982
- Probuď se špione (Espion, lève-toi), režie Yves Boisset
- Cop Killer, Roberto Faenza
- El tesoro de las cuatro coronas, Ferdinando Baldi
- Extrasensorial /The Link, Alberto De Martino
- Hundra, Matt Cimber
- Nana, Dan Wolman
- Věc / Tvor (The Thing), John Carpenter

1983
- La chiave, Tinto Brass
- Le marginai, Jacques Deray
- Drsný chlapík (Le Ruffian), režie José Giovanni
- Les voleurs de la nuit, Samuel Fuller
- Sahara, Andrew V. McLaglen
- Seven Graves for Rogan / A Time to Die, Matt Cimber

1984
- Don't Kill God, Jacqueline Manzano – spolupráce je sporná
- Il pentito, Pasquale Squitieri
- La cage aux folles III, Georges Lautner
- La gabbia, Giuseppe Patroni Grifi
- Benátská noc (La Venexiana), Mauro Bolognini
- Tenkrát v Americe (Once Upon a Time in America), Sergio Leone

1985
- Rudá Sonja (Red Sonja), Richard Fleischer

1986
- Mosca addio, Mauro Bolognini
- Mise, Roland Joffé

1987
- Muž se zlatými brýlemi (Gli occhiali d'oro), Giuliano Montaldo
- Il giorno prima, Giuliano Montaldo
- Il segreto del Sahara, Alberto Negrin
- Quartiere, Silvano Agosti
- Neúplatní (The Untouchables), Brian De Palma

1988
- A Time of Destiny, Gregory Nava
- 48 hodin v Paříži (Frantic), Roman Polanski
- Bio Ráj (Nuovo Cinema Paradiso), Giuseppe Tornatore

1989
- Oběti války, Brian De Palma
- Tlusťoch a Chlapeček (Fat Man and Little Boy), Roland Joffé
- Tempo di uccidere, Giuliano Montaldo

1990
- Spoutej mě! (Atame!), Pedro Almodóvar
- Dimenticare Palermo, Francesco Rosi
- Hamlet, Franco Zeffirelli
- Mio caro dottor Grasler, Roberto Faenza
- Všem se daří dobře (Stanno tutti bene), Giuseppe Tornatore
- State of Grace, Phil Joanou
- Tre colonne in cronaca, Carlo Vanzina

1991
- Bugsy, Barry Levinson
- Cacciatori di navi, Folco Quilici
- Crossing the Line, David Leland
- La domenica specialmente – Episodi di Giuseppe Bertolucci, Marco
- Tullio, Giordana a Giuseppe Tornatore
- La villa del venerdì, Mauro Bolognini

1992
- City of Joy, Roland Joffé
- Vrah vedle nás (Rampage), William Friedkin – dokončeno roku 1987

1993
- Il lungo silenzio, Margarethe von Trotta
- S nasazením života (In the Line of Fire), Wolfgang Petersen
- Jona che visse nella balena, Roberto Faenza
- La scorta, Ricky Tognazzi

1994–1998
- Milostná aféra (Love Affair) (1994)
- Skandální odhalení (Disclosure) (Barry Levinson, 1994)
- Pasolini, un delitto italiano (1995)
- The Night and the Moment (1995)
- Tashunga (1996)
- La sindrome di Stendhal (1996)
- Lolita (Adrian Lyne, 1997)
- Cartoni animati (1997)
- Con rabbia e con amore (1997)
- Naissance des stéréoscopages (1997)
- Legenda o 1900 (La leggenda del pianista sull'oceano / The Legend of 1900) (1998)
- Fantom opery (Il fantasma dell'opera), Dario Argento, 1998
- John Carpenter's The Thing: Terror Takes Shape (1998)
- Skandál! (Bulworth), Warren Beatty (1998)

2000–2020
- Malèna (Giuseppe Tornatore, 2000)
- Sensitive New-Age Killer (Mark Savage, 2000)?
- Mise na Mars (Mission to Mars), (Brian De Palma, 2000)
- Vatel (Roland Joffé, 2001)
- Aida degli alberi (2001)
- Un altro mondo è possibile (více režisérů) (2001)
- Cowboys Don't Kiss In Public (2001)
- La ragion pura (2001)
- Senso `45 (Tinto Brass, 2002)
- L'ultimo pistolero (2002)
- La luz prodigiosa, Miguel Hermoso (2003)
- 72 metra (72 метра) (Vladimir Chotiněnko) (2004)
- Sorstalanság (Lajos Koltai, 2005)
- Zločin (Un crime) (Manuel Pradal, 2006)
- Neznámá (La Sconosciuta) (Giuseppe Tornatore, 2006)
- Démoni Petrohradu (I demoni di San Pietroburgo) (Giuliano Montaldo, 2008)
- Baaria (Giuseppe Tornatore, 2009)
- Nejvyšší nabídka (La migliore offerta) (Giuseppe Tornatore, 2013)
- V květnu si dělej, co chceš (En mai, fais ce qu'il te plaît) (Christian Carion, 2015)
- Osm hrozných (Quentin Tarantino, 2015)
- La Corrispondenza (Giuseppe Tornatore, 2016)

## TV filmy a seriály
- The Virginian (TV series, 1962–1970)
- Lo squarciagola (1966)
- Marco Polo (Giuliano Montaldo, TV series, 1982)
- Chobotnice (La Piovra) (1984 – 1987)
- Gli indifferenti (Mauro Bolognini, 1988)
- In fondo al cuore (1997)
- Nostromo (1997) (TV series)
- Ultimo 2 – La sfida (1999)
- Padre Pio – Tra cielo e terra (2001)
- Musashi (TV series, 2002)
- Charlie Chaplin – Les années suisses (2003)
- Il cuore nel pozzo (2005)
- Karol, un uomo diventato papa (2005)

## Filmy s písněmi od Ennio Morriconeho
- Gli imbroglioni (Lucio Fulci, 1963) píseň Gokart twist
- Prima della rivoluzione (Bernardo Bertolucci, 1963) písně od Morriconeho a Gino Paoliho
- In ginocchio da te (Ettore Maria Fizzarotti, 1964)
- Non son degno di te (Ettore Maria Fizzarotti, 1965)
- Se non avessi più te (Ettore Maria Fizzarotti, 1965)
- Mi vedrai tornare (Ettore Maria Fizzarotti, 1966)
- O.K. Connery (Alberto de Martino, 1966)
- Kill Bill 2 obsahuje písně L'Arena, Il Tramonto a A Silhouette of Doom ze tří jeho spaghetti-westernů